# ديانا سكارويد
ديانا سكارويد (بالإنجليزية: Diana Scarwid)‏ (و. 1955  م) هي ممثلة أفلام، وممثلة مسرحية، وممثلة تلفزيونية أمريكية، ولدت في سافانا.

## التعليم
تعلمت في الأكاديمية الأميركية للفنون المسرحية (حتى 1986)، وجامعة بيس.

## وصلات خارجية
- ديانا سكارويد على موقع IMDb (الإنجليزية)
- ديانا سكارويد على موقع ألو سيني (الفرنسية)
- ديانا سكارويد على موقع أول موفي (الإنجليزية)
- ديانا سكارويد على موقع قاعدة بيانات الأفلام السويدية (السويدية)
- ديانا سكارويد على موقع إن إن دي بي (الإنجليزية)
- ديانا سكارويد على موقع قاعدة بيانات الفيلم (الإنجليزية)
- ديانا سكارويد على موقع كينوبويسك (الروسية)